# Первенство России по хоккею с шайбой среди клубных команд
Первенство России по хоккею с шайбой среди клубных команд — хоккейная лига России, существовавшая в сезоне 2010/2011. По уровню являлась третьей хоккейной лигой в России. Появилась взамен Первой лиге и просуществовала один сезон, затем в связи с реформированием системы российского хоккея была заменена на Российскую хоккейную лигу.